# Kalina višňolistá
Kalina višňolistá (Viburnum prunifolium) je opadavý keř pocházející z východu Spojených států. Jen zřídka se v Česku pěstuje jako okrasná dřevina. Plody jsou jedlé.

## Charakteristika
Kalina višňolistá je opadavý vzpřímený keř dorůstající výšky 2 až 5 metrů, někdy i strom až 9 metrů vysoký. Zimní pupeny jsou krátce zašpičatělé, kryté 2 páry listenů, zelené, červenavě chlupaté. Letorosty jsou tuhé, lysé, v mládí červenavé a později šedavé. Listy jsou vstřícné, s eliptickou až vejčitou, obvejčitou nebo oválnou čepelí, 3 až 9 cm dlouhé a 2 až 5 cm široké, špičaté a se zakulacenou bází, na okraji jemně pilovité, svrchu tmavě a zespodu světle zelené, lysé s řídkými šupinkami. Na podzim se listy barví do hnědočervených odstínů. Řapík bývá úzce a nezvlněně křídlatý, 8 až 20 mm dlouhý, červenavý. Květy jsou čistě bílé, 5 až 6 mm široké, v přisedlých, 5 až 10 cm širokých vrcholících připomínajících okolík. Plody jsou modročerné, ojíněné, téměř kulovité a asi 1 cm dlouhé. Kvete v červnu.
Kalina višňolistá pochází z východních oblastí USA. Roste především ve vlhkých lesích, houštinách a na březích řek.

## Význam
Zralé plody kaliny višňolisté jsou jedlé a mohou být také zpracovávány na džemy a podobně.
Kalina višňolistá náleží mezi zřídka pěstované druhy a setkat se s ní lze především v arboretech a botanických zahradách. Je uváděna z Průhonického parku a ze sbírek Dendrologické zahrady v Průhonicích a
Arboreta v Žampachu.
Z nemnohých okrasných kultivarů je pěstován např. 'Summer Magic', vzpřímený keř s listy nejdříve bronzovými, později tmavě zelenými a lesklými.

## Léčebné využití
Léčivou částí je kůra, která se používá především při léčbě ženských potíží. Domorodí Američané používali odvar k léčbě gynekologických potíží, včetně menstruačních křečí. Napomáhá zotavení po porodu a při léčbě následků menopauzy. Lidově se používá k léčbě menstruačních bolestí a ranních nevolností. Vzhledem ke svým antispazmodickým účinkům může být rostlina také použita při léčbě křečí trávicího traktu nebo žlučových cest. V minulosti byla užívána jako antiabortivum.

## Galerie

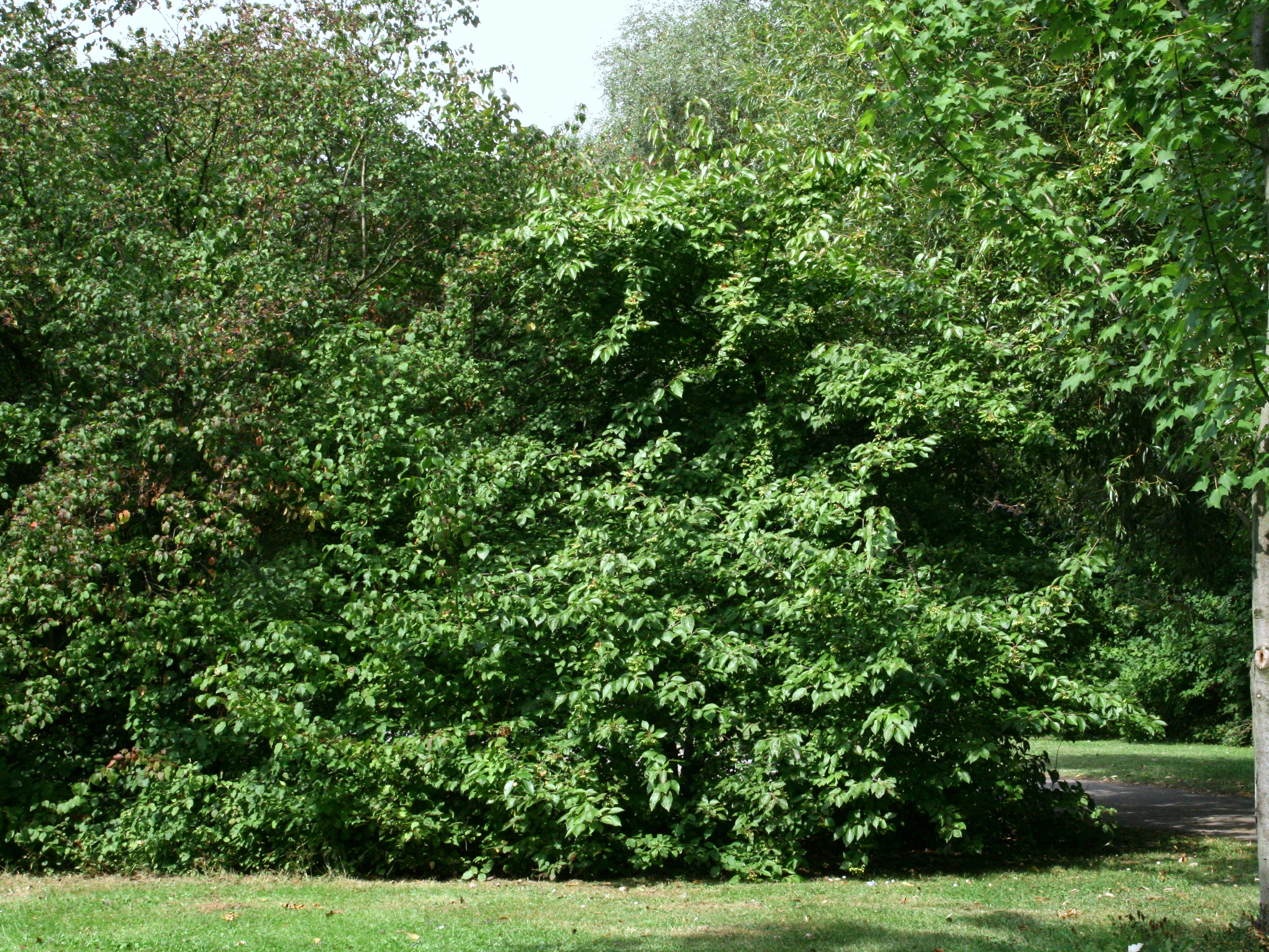
Kalina višňolistá
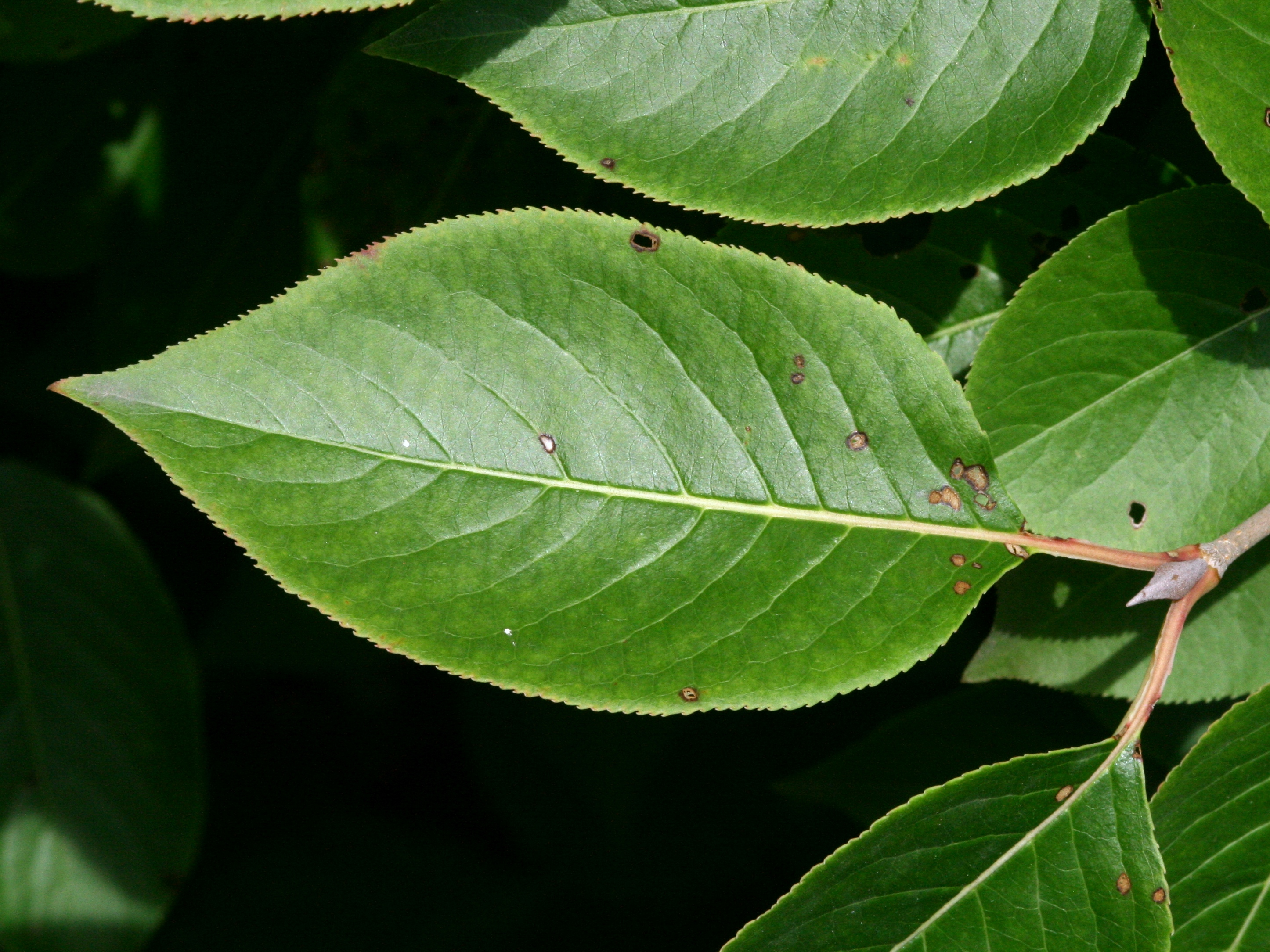
List kaliny višňolisté
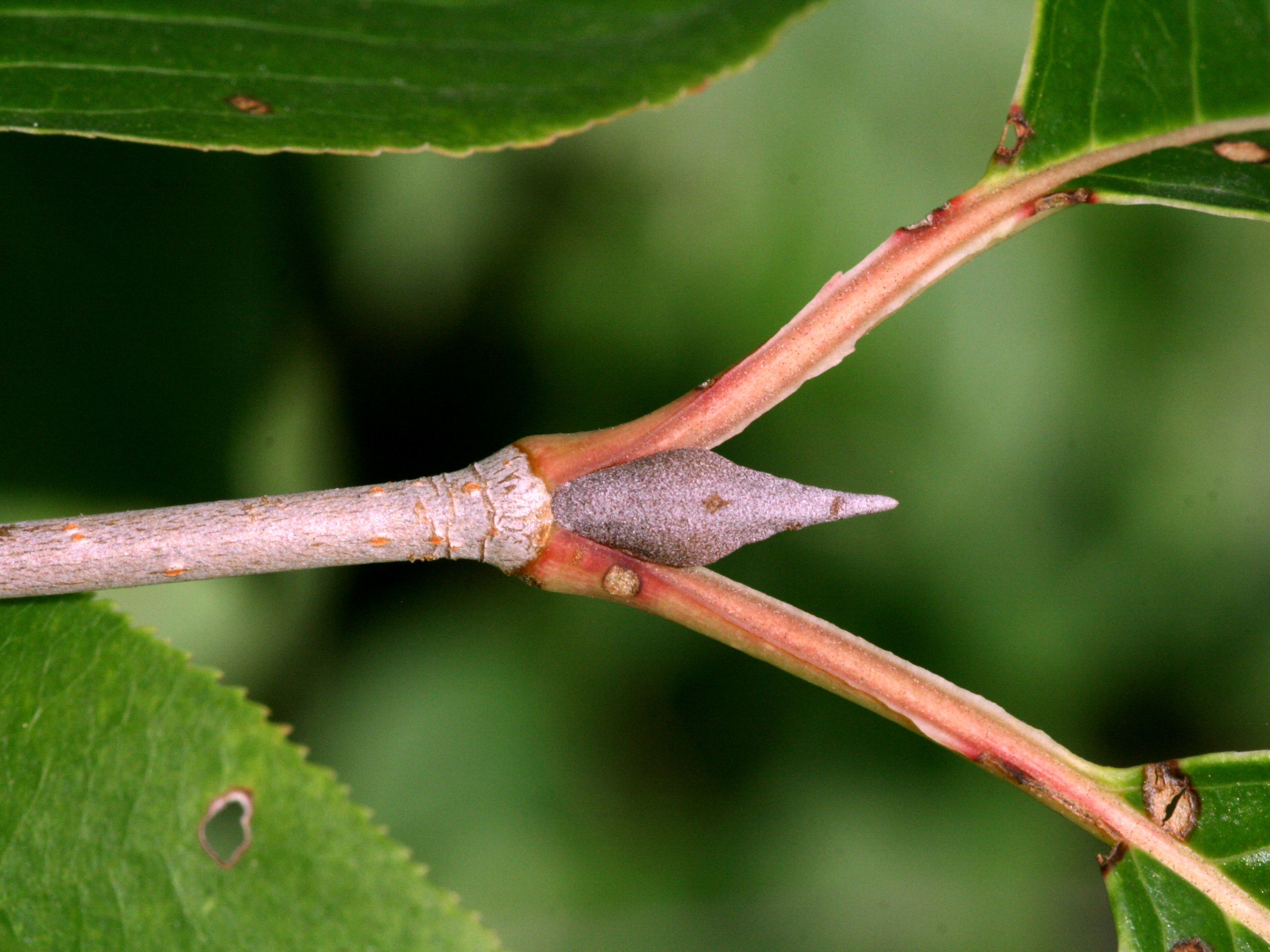
Detail pupenu kaliny višňolisté
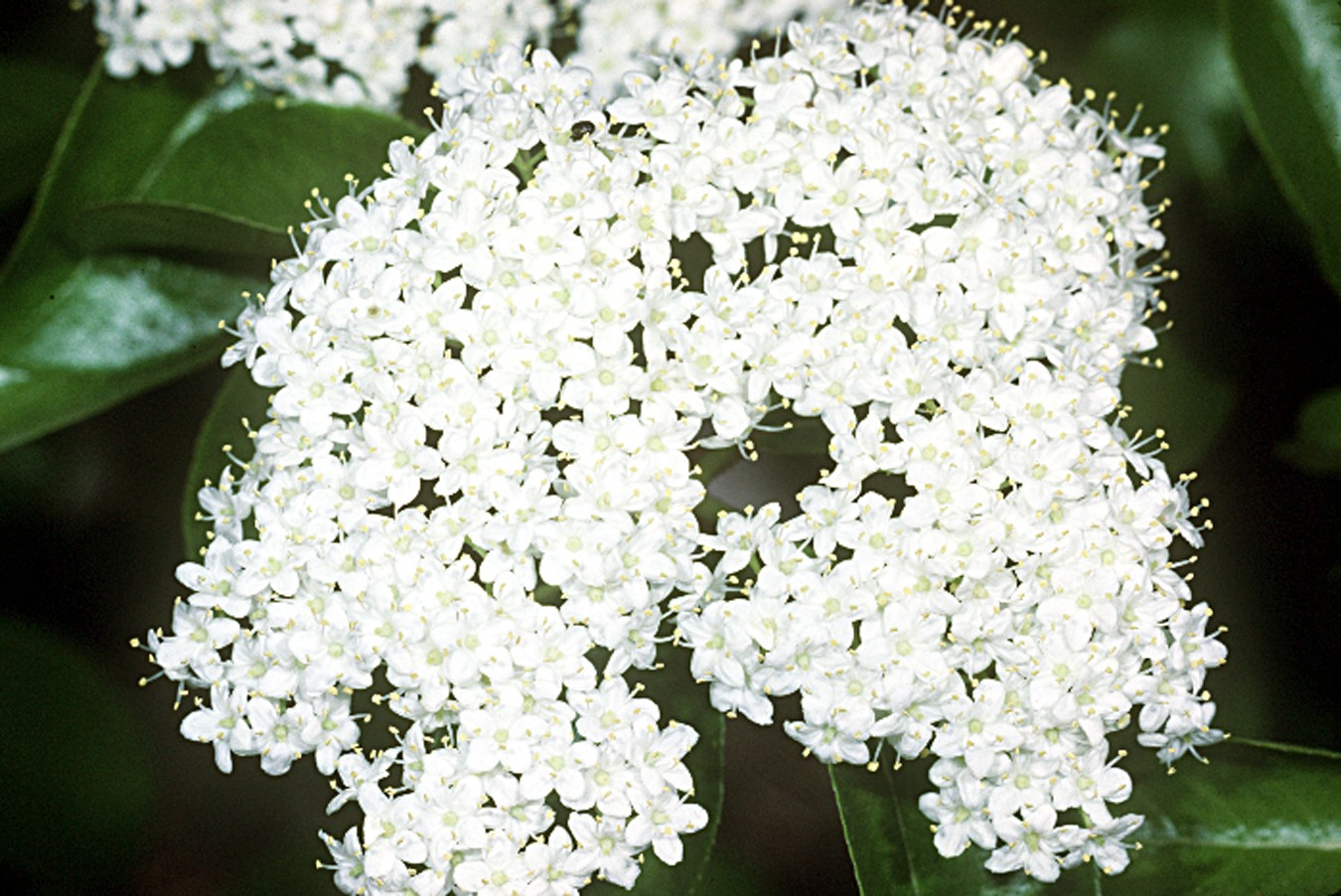
Květenství kaliny višňolisté